# Escudo de Chile
El escudo de armas de la República de Chile o escudo nacional de Chile es, junto con la bandera nacional y el himno nacional, uno de los tres emblemas nacionales de Chile. Asimismo, es el emblema heráldico que representa oficialmente a dicho país. Fue oficialmente adoptado hace 190 años, el 26 de junio de 1834.
El diseño del escudo, original del artista inglés Charles Wood, está definido oficialmente en el decreto supremo 1534 del Ministerio del Interior, publicado el 12 de diciembre de 1967, sobre uso de los emblemas nacionales, que sistematizó y refundió diversas normas legales y reglamentarias sobre la materia. Según dicho decreto, el escudo de armas presenta una estrella de plata de cinco picos al centro de un campo cortado, azul turquí el superior y rojo el inferior y su forma es la fijada por el modelo oficial aprobado por el decreto 2271 del entonces Ministerio de Guerra, publicado el 8 de septiembre de 1920, conforme a la ley, y el cual, además, tiene por timbre un plumaje tricolor de azul turquí, blanco y rojo; por soportes un huemul rampante a su derecha y un cóndor a su izquierda —especies cuya mayor área de distribución está en el país— en la posición que fija ese modelo, coronado cada uno de estos animales con una corona naval de oro; y por base un encaracolado cruzado por una cinta con el lema «Por la razón o la fuerza», todo en conformidad al referido modelo.
Cada 18 de octubre se celebra el «Día de celebración al Escudo y Bandera nacionales», instaurado en 1972.

## Historia

### Primer escudo nacional

Representación del primer escudo chileno (1812).

El primer escudo, creado en reemplazo del emblema Real Español vigente en la época, fue dado a conocer por el gobierno del presidente de la Junta Provisional José Miguel Carrera el 30 de septiembre de 1812, durante una celebración en la plaza de Armas de Santiago en conmemoración de la Primera Junta Nacional. El nuevo escudo, expuesto en un lienzo colgado en la portada principal de la Casa de Moneda, fue además incorporado al centro de la bandera tricolor chilena.
Aunque una representación real y oficial del emblema no existe hoy día, el fraile realista Melchor Martínez describió su diseño en su obra Memoria histórica sobre la Revolución de Chile:

Al pie de este lienzo estaba colocado otro de figura ovalada, cuyo centro ocupaba un grande escudo, y en él se veía retratada una robusta columna, en cuya cúspide aparecía un globo, y en su cumbre una lanza y una palma cruzada; sobre todo esto se descubría una radiante estrella encumbrada con alguna distancia. A la siniestra de la columna estaba un gallardo joven vestido de indio, y a la diestra una hermosa mujer con el mismo traje; la inscripción superior decía: Post Tenebras Lux ('Después de las tinieblas, la luz'); y la inferior: Aut Consilio Aut Ense ('O por consejo o por espada'). Ambos lienzos estaban interior y exterior graciosamente iluminados, para que desde lejos pudieran ser vistas y notadas claramente todas sus particularidades, y con mayor cuidado, el nuevo y característico escudo adoptado en la reciente República Chilena.

Originalmente, los símbolos de la Patria Vieja no poseían una carga nacional, sino puramente militar. Sin embargo, este escudo fue adoptado oficialmente como el escudo nacional el 15 de junio de 1813, cuando se reemplazaron finalmente los símbolos españoles. El escudo dejó de existir con el advenimiento del periodo conocido como Reconquista española (1814-1817).

### Escudo de la Transición

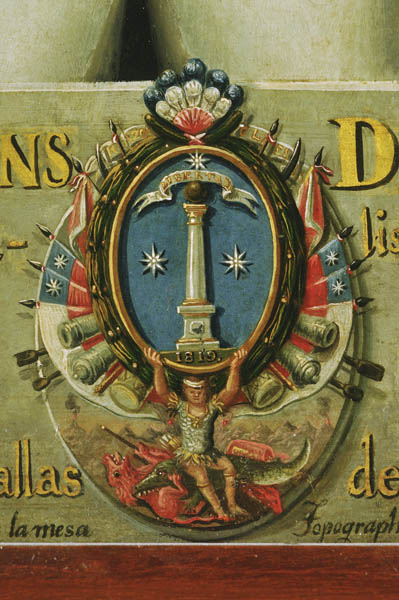
Escudo de 1819 pintado por José Gil de Castro en un retrato de Bernardo O'Higgins de 1821.

Segundo escudo chileno (1818).

Una vez afianzada la independencia de Chile respecto de España, con la victoria del Ejército de los Andes y la firma del Acta de Independencia de Chile (12 de febrero de 1818), el gobierno del director supremo Bernardo O'Higgins se ocupó de crear un nuevo emblema, preservando atributos del escudo anterior, agregando algunos nuevos y eliminando otros, como los lemas latinos, la palma y la lanza cruzadas y las dos figuras aborígenes.
La composición legal de este escudo fue promulgada por el Senado de la época el 23 de septiembre de 1819, y refrendada al día siguiente por el director supremo. Esta estipulaba lo que sigue:

En la ciudad de Santiago de Chile, a 23 días del mes de septiembre de 1819, hallándose el Excelentísimo Senado en su sala de acuerdos y en sesiones ordinarias, se tuvo en consideración la necesidad de colocar las armas nacionales sobre las puertas del palacio de gobierno, que se mandaron aprestar por el Excelentísimo Señor Supremo Director, y acordó Su Excelencia que en honor del país se ejecute este acto con la decoración que exige el grande objeto a que se encamina, teniéndose por las armas de la Patria el escudo formado en campo azul oscuro, ubicada en su centro una columna de orden dórico sobre su pedestal de mármol blanco, encimada del mundo nuevo americano, submontada de un letrero que dice así: Libertad; y sobre éste, una estrella de cinco puntas representante de la provincia de Santiago, presentándose a los lados de la columna otras dos estrellas iguales por Concepción y Coquimbo, orlando todo de dos ramas de laurel, atados sus cogollos con una cinta y rosa tricolor, apareciendo en su circuito toda armería por el orden de caballería, dragones, artillería y bombardería, con los demás jeroglíficos alusivos a la vil cadena de esclavitud que supo romper la América: y mandando comunicar la aprobación del Supremo Director, firmaron los señores con el infrascrito secretario-. -Pérez. -Alcalde. -Rozas. -Cienfuegos. -Fontecilla. -Villarreal, secretario.

Por orden del gobierno, el escultor chileno Ignacio Andía y Varela grabó este escudo en madera para ser expuesto en el frontis del Palacio de la Independencia. El artista agregó al diseño legal un indígena (el cual representa a Chile y apoya su pie izquierdo sobre el cuerno de la fortuna) levantando en lo alto el escudo mientras se sienta sobre un caimán (Hispanoamérica) que aprieta entre sus fauces al León de Castilla (el Imperio español) y se encuentra a su vez posado sobre una bandera española caída. Acompañando esta alegoría está una cordillera con volcanes en erupción en representación de pillanes (espíritus poderosos en la mitología mapuche).

### Escudo nacional actual

Primera versión del actual escudo chileno (1834). Todavía falta el lema «Por la razón o la fuerza», que solo sería añadido en 1920.

Variante del escudo chileno (1854), usado por error en el extranjero. Tiene erróneamente por soporte un caballo en vez de un huemul.

El diseño original del escudo nacional de Chile actual corresponde al artista inglés Charles Wood, ganador de un concurso iniciado por el gobierno del presidente Joaquín Prieto en 1832, siendo oficializado por ley el 26 de junio de 1834. En 1832 Prieto presentaba al Congreso su intención de sancionar el nuevo emblema:

La República debe tener un escudo de armas que la simbolice conforme al uso casi inmemorial de todos los pueblos y naciones. No puede considerarse como tal el que se introdujo en los primeros tiempos de la revolución, porque a más de haber carecido de la sanción de autoridad competente, no contiene pieza alguna alusiva al objeto que debe representar. Ha creído, pues, el gobierno que no debiéndose tolerar por más tiempo ese escudo insignificante y abortivo, se sancionase de una vez el que reúna a la legalidad de su origen la propiedad de la alusión. Al efecto, se ha hecho presentar varios diseños, y entre los que parecen haberse acercado más a desempeñar el asunto, es el que tiene la honra de adjuntar.

En él obsevará el congreso un campo de dos esmaltes cuyos bien conocidos atributos cuadran perfectamente con la naturaleza del país y el carácter de sus habitantes. Alude también al antiguo distrito colonial de Chile y al territorio de Arauco, importante adquisición de la República. La estrella de plata es el blasón que nuestros aborígenes ostentaron siempre en sus pendones, y el mismo que representa ese caro pabellón a cuya sombra se ha ceñido la Patria de tantos y tan gloriosos laureles; puede también referirse a nuestra posición geográfica, la más austral del orbe conocido.

La insignia que se ve por timbre es la que adorna el sombrero del presidente de la República, como característico de sus dignidad suprema.

Los soportes representan un huemul y un cóndor; éste, el ave más fuerte, animosa y corpulenta que puebla nuestros aires, y aquél el cuadrúpedo más raro y singular de nuestras sierras, de que no hay noticia que habite otra región del globo, y de cuya piel notable por su elasticidad y resistencia hacen nuestros valientes naturales sus coseletes y botas de guerra.

Por último, la corona naval que supera la cabeza de ambos animales será el monumento que recordará siempre el glorioso triunfo de nuestras fuerzas marítimas sobre las de España en las varias aguas del Pacífico, triunfo de eterna nombradía menos por lo heroico del suceso, que por su trascendental y dilatado influjo, pues a la vez que afianzó sólidamente nuestra independencia, franqueó paso a nuestras armas para que llevasen tan inestimable bien al antiguo imperio de los incas.

Si como es de esperar, mereciese esta idea la aprobación del congreso, el gobierno somete a su deliberación el siguiente proyecto de decreto:

El escudo de armas de la república de Chile presentará en campo cortado de azur y de gules una estrella de plata; tendrá por timbre un plumaje tricolor de azul, blanco y encarnado; y por soportes un huemul a la derecha, y un cóndor a la izquierda, coronado cada uno de estos animales con una corona naval de oro.

Santiago, agosto 22 de 1832. -Joaquín Prieto. -Joaquín Tocornal.

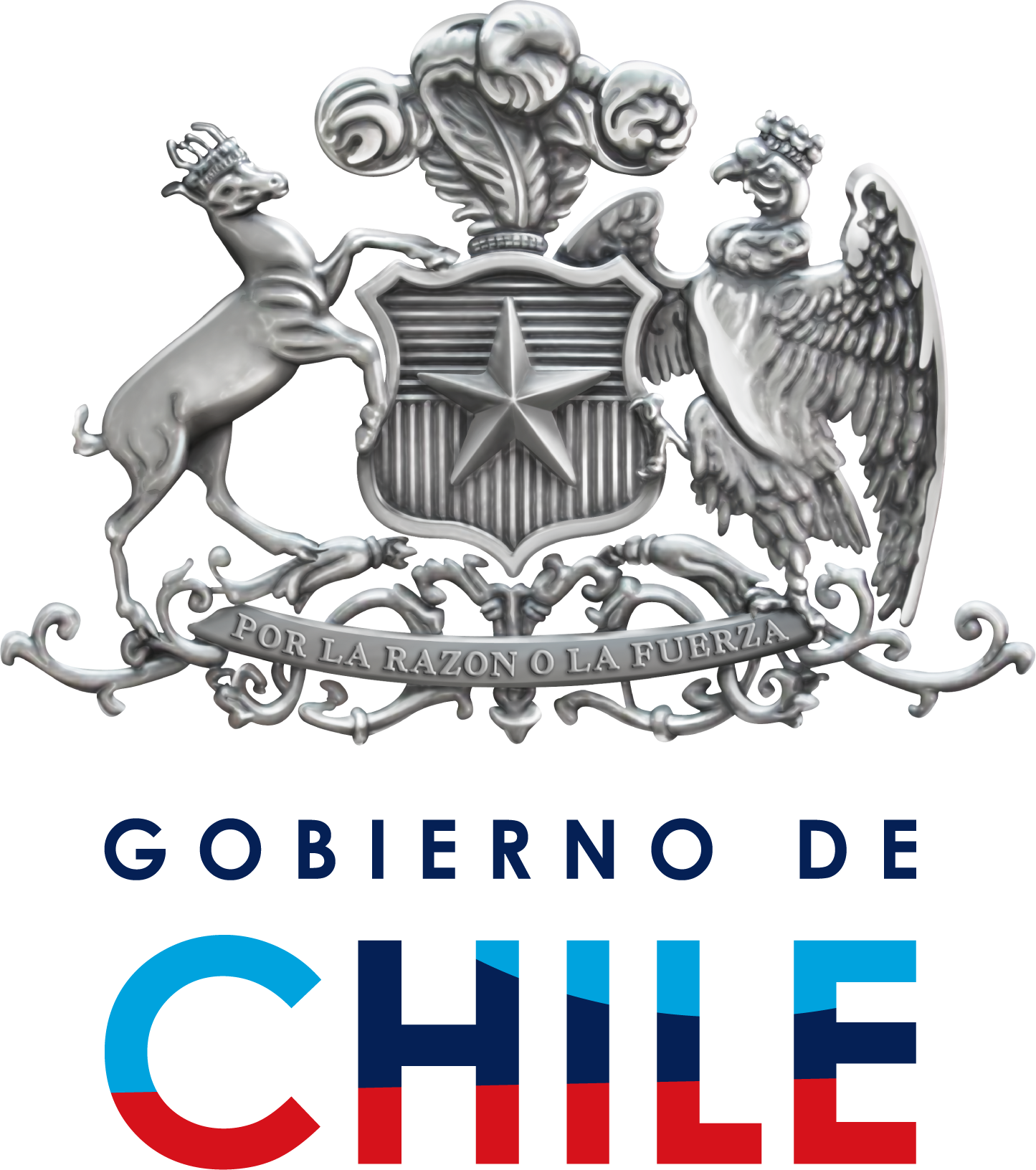
Logotipo del Gobierno de Chile usado entre marzo y noviembre de 2010.

Aquel diseño no tenía incluido lema alguno; sin embargo, en diversas versiones del escudo sí fue incorporado el lema «Por la razón o la fuerza». Así, por ejemplo, monedas de plata acuñadas entre 1837 y 1852 (1/2, 1, 2 y 8 reales) llevaron la frase «Por la razón y la fuerza» y monedas de oro acuñadas entre 1818 y 1834 (1, 2, 4 y 8 escudos) la versión «Por la razón, o la fuerza». Por otro lado, en 1854 se dispuso que el escudo nacional que lleva la bandera presidencial tendría la misma leyenda.
La inclusión en el escudo nacional del lema «Por la razón o la fuerza» se oficializó mediante el decreto 2271 del Ministerio de Guerra y Marina, publicado el 8 de septiembre de 1920.
Su oficialización se ratificó por el decreto supremo 1534 del Ministerio del Interior, publicado el 12 de diciembre de 1967, durante el gobierno del presidente Eduardo Frei Montalva.
En octubre de 2004, el senador Nelson Ávila presentó un proyecto de ley con el fin de cambiar el lema del escudo nacional de «Por la razón o la fuerza» a «Por la fuerza de la razón», que no ha prosperado.
Por otra parte, existen algunas versiones del escudo que tienen grabado erróneamente un caballo, pues fueron encargados a artistas extranjeros que nunca habían visto un huemul, animal que debía ir en su lugar. Así, por ejemplo, ocurre en el «Monumento a los Héroes de Iquique» de la ciudad de Valparaíso, elaborado por un artista francés; lo mismo sucede en la Plaza de la Independencia de Concepción, en el Mausoleo de San Martín en la catedral de Buenos Aires y en algunos carruajes presidenciales que mantienen el caballo en lugar del huemul como símbolo del escudo chileno.

## Regulación jurídica
La Constitución Política de la República de Chile de 1980 determina en su artículo 2.º que «son emblemas nacionales la bandera nacional, el escudo de armas de la República y el himno nacional». Asimismo, su artículo 22.º establece que «todo habitante de la República debe respeto a Chile y a sus emblemas nacionales». Por su parte, el artículo 6.º de la Ley de Seguridad del Estado (decreto 890 publicado el 26 de agosto de 1975) dispone que «cometen delito contra el orden público [...] b) Los que ultrajaren públicamente la bandera, el escudo o el nombre de la patria».

## Aspectos culturales
Una versión del escudo nacional en su camiseta es una distinción que se otorga al campeón vigente de la Primera División del fútbol chileno.

## Escudos regionales
Chile se encuentra dividido en dieciséis regiones, cuyo gobierno interior corresponde a un intendente. Cada gobierno regional, encargado de la administración superior de cada una de las regiones chilenas, ha adoptado insignias propias, aunque carecen en su mayoría de relevancia, siendo principalmente utilizadas por organismos públicos regionales.
|                                           |
| Escudo de la Región de Arica y Parinacota |

|                                 |
| Escudo de la Región de Tarapacá |

|                                    |
| Escudo de la Región de Antofagasta |

|                                                    |
| Insignia de la Intendencia de la Región de Atacama |

|                                 |
| Escudo de la Región de Coquimbo |

|                                   |
| Escudo de la Región de Valparaíso |

|                                               |
| Escudo de la Región Metropolitana de Santiago |

|                                                       |
| Escudo de la Región del Libertador Bernardo O'Higgins |

|                               |
| Escudo de la Región del Maule |

|                              |
| Escudo de la Región de Ñuble |

|                                |
| Escudo de la Región del Biobío |

|                                     |
| Escudo de la Región de la Araucanía |

|                                 |
| Escudo de la Región de Los Ríos |

|                                  |
| Escudo de la Región de Los Lagos |

|                                                               |
| Escudo de la Región Aysén del General Carlos Ibáñez del Campo |

|                                                             |
| Escudo de la Región de Magallanes y de la Antártica Chilena |